# Nyctomyini
Nyctomyini — триба мишоподібних гризунів родини хом'якових (Cricetidae). Триба включає два види.

## Поширення
Представники триби поширені в Центральній Америці від Центральної Мексики до Панами.

## Класифікація
- Триба Nyctomyini
  - Рід Otonyctomys
    - Otonyctomys hatti

  - Рід Nyctomys
    - Nyctomys sumichrasti